# 1987-es magyar atlétikai bajnokság
Az 1987-es magyar atlétikai bajnokság a 92. bajnokság volt. A korábbi évek érdektelensége miatt elmaradtak a 200, 800 és 1500 méteres váltók. A téli dobóbajnokságban gerelyhajítással bővült a program.

## Helyszínek
- téli dobóbajnokság: február 15., Népstadion edzőpálya
- mezei bajnokság: március 28., Dunakeszi, lóversenypálya
- férfi 10 000 m: június 6., BEAC pálya, Bogdánfy u
- női 10 000 m: június 7., BEAC pálya, Bogdánfy u
- férfi 20 km-es és női 10 km-es gyaloglás: június 7., Tatabánya
- váltóbajnokság: augusztus 13–14., Népstadion
- pályabajnokság: augusztus 19–21., Miskolc, DVTK-stadion
- többpróba: augusztus 29–30., Honvéd pálya, Tüzér utca
- férfi 50 km-es gyaloglás: szeptember 27., Margit-sziget
- maraton: október 25., Népliget

## Eredmények

### Férfiak
| Versenyszám            | Arany                                                           | Arany    | Ezüst                                                        | Ezüst    | Bronz                                               | Bronz    |
| ---------------------- | --------------------------------------------------------------- | -------- | ------------------------------------------------------------ | -------- | --------------------------------------------------- | -------- |
| 100 m                  | Kovács Attila Újpesti Dózsa                                     | 10,09    | Nagy István Újpesti Dózsa                                    | 10,26    | Karaffa László Bp. Honvéd                           | 10,43    |
| 200 m                  | Kovács Attila Újpesti Dózsa                                     | 20,11    | Nagy István Újpesti Dózsa                                    | 20,59    | Karaffa László Bp. Honvéd                           | 20,86    |
| 400 m                  | Molnár Tamás Nyíregyházi VSSC                                   | 46,66    | Katona Újpesti Dózsa                                         | 47,23    | Amadou Bailo Gödöllői EAC                           | 47,48    |
| 800 m                  | Bereczky József Diósgyőri VTK                                   | 1:50,11  | Szalai István Tatabányai Bányász                             | 1:50,24  | Reichnach Ferenc Tatabányai Bányász                 | 1:50,31  |
| 1500 m                 | Knipl István Bp. Honvéd                                         | 3:49,09  | Bereczky József Diósgyőri VTK                                | 3:49,23  | Reichnach Ferenc Tatabányai Bányász                 | 3:49,48  |
| 5000 m                 | Kadlót Zoltán Salgótarjáni Kohász                               | 14:08,08 | Velczenbach Tibor BVSC                                       | 14:09,12 | Szűcs Csaba Vasas SC                                | 14:10,92 |
| 10 000 m               | Káldy Zoltán Újpesti Dózsa                                      | 28:56,20 | Kadlót Zoltán Salgótarjáni Kohász                            | 28:56,87 | Kovács József Székesfehérvári Ikarus                | 29:08,59 |
| 4 × 100 m              | Karaffa László Fetter György Karlik Pál Tatár István Bp. Honvéd | 39,87    | Újpesti Dózsa                                                | 40,20    | Diósgyőri VTK                                       | 41,29    |
| 4 × 400 m              | Takács István Bankó Pál Szabó Dezső Katona Ervin Újpesti Dózsa  | 3:08,55  | Bp. Honvéd                                                   | 3:08,99  | Tatabányai Bányász                                  | 3:15,37  |
| 110 m gát              | Bakos György Újpesti Dózsa                                      | 13,80    | Kelemen Zoltán Újpesti Dózsa                                 | 14,09    | Bágyi Róbert Bp. Építők                             | 14,28    |
| 400 m gát              | Bágyi Róbert Bp. Építők                                         | 51,11    | Takács J Újpesti Dózsa                                       | 51,57    | Spiriev Attila MTK-VM                               | 52,00    |
| 3000 m akadály         | Vágó Béla MTK-VM                                                | 8:32,15  | Szűcs Csaba Vasas SC                                         | 8:35,82  | Banai Róbert Dombóvár                               | 8:43,23  |
| 20 km gyaloglás        | Urbanik Sándor Tatabányai Bányász                               | 1:26:56  | Sátor László Bp. Honvéd                                      | 1:28:29  | Veréb Rudolf Diósgyőri VTK                          | 1:28:53  |
| 50 km gyaloglás        | Andrásfai Endre Bp. Postás                                      | 4:03:44  | Sátor László Bp. Honvéd                                      | 4:09:59  | Kánya Sándor Diósgyőri VTK                          | 4:11:28  |
| magasugrás             | Pál Ferenc Vasas SC                                             | 218 cm   | Jámbor József Építők SC                                      | 214 cm   | Tresch András Vasas SC                              | 214 cm   |
| távolugrás             | Szabó Zsolt TFSE                                                | 793 cm   | Pálóczi Gyula Tatabányai Bányász                             | 785 cm   | Almási Csaba TFSE                                   | 771 cm   |
| hármasugrás            | Bakosi Béla Nyíregyházi VSSC                                    | 16,58 m  | Kovács BEAC-MAFC                                             | 16,09 m  | Földessy Csaba Bp. Honvéd                           | 16,07 m  |
| rúdugrás               | Szabó Dezső Újpesti Dózsa                                       | 510 cm   | Ollári Béla Bp. Honvéd                                       | 510 cm   | Bende Gusztáv Újpesti Dózsa                         | 500 cm   |
| súlylökés              | Ladányi Zsigmond Szeged SC                                      | 19,72 m  | Szabó László Tatabányai Bányász                              | 18,79 m  | Rajnitzer Lajos Szeged SC                           | 17,48 m  |
| diszkoszvetés          | Horváth Attila Haladás                                          | 62,52 m  | Ficsor József Nyíregyházi VSSC                               | 61,64 m  | Holló Csaba Bp. Postás                              | 60,62 m  |
| gerelyhajítás          | Stefán László Nyíregyházi VSSC                                  | 74,82 m  | Knausz Ferenc MTK-VM                                         | 74,08 m  | Bolgár Tamás Szeged SC                              | 73,42 m  |
| kalapácsvetés          | Gécsek Tibor Haladás VSE                                        | 79,14 m  | Vida József Haladás VSE                                      | 76,36 m  | Szitás Imre Haladás VSE                             | 75,18 m  |
| tízpróba               | Szabó Dezső Újpesti Dózsa                                       | 7918     | Sárközi Lajos Szolnoki MÁV MTE                               | 7467     | Szloboda Mihály Honvéd Zalka                        | 6982     |
| maraton                | Papp János Diósgyőri VTK                                        | 2:15:36  | Szabó Zoltán Építők SC                                       | 2:16:49  | Bók László Kaposvári Rákóczi                        | 2:17,50  |
| kis mezei futás (6 km) | Sárközi Gyula Szekszárdi Dózsa                                  | 18:05    | Balogh Gyula Szekszárdi Dózsa                                | 18,07    | Mallár Zsolt Miskolci VSC                           | 18:09    |
| mezei futás (12 km)    | Kiss Zoltán Bp. Spartacus                                       | 36:44    | Zelenák Zoltán Csepel SC                                     | 36:58    | Borka Gyula Bp. Spartacus                           | 37:03    |
| csapat 20 km gyaloglás | Veréb Rudolf Kánya Sándor Kovács András Diósgyőri VTK           | 4:32:00  | Urbanik Sándor Bajzáth Sándor Zsula János Tatabányai Bányász | 4:37:24  | Komlói Bányász                                      | 4:39:47  |
| csapat 50 km gyaloglás | Sátor László Csaba István Kovalcsik László Bp. Honvéd           | 12:50:05 | Széles J BVSC                                                | 13:27:25 | Balog István Molnár József Ványa József Szegedi VSE | 14:03:03 |
| csapat maraton         | Sulyok Attila Bula Ferenc Antal Péter Bp. Spartacus             | 6:58:28  | BVSC                                                         | 7:04:39  | Amatőr SE                                           | 7:05,03  |
| csapat kis mezei futás | Balogh Gyula Sárközi Gyula Lamuth Jakab Szekszárdi Dózsa        | 21       | Bp. Honvéd                                                   | 30       | BVSC                                                | 35       |
| csapat mezei futás     | Kiss Zoltán Borka Gyula Sulyok Attila Bp. Spartacus             | 15       | Zelenák Zoltán Csepel SC                                     | 34       | Bp. Honvéd                                          | 35       |

### Nők
| Versenyszám            | Arany                                                               | Arany    | Ezüst                                                                    | Ezüst     | Bronz                                                                       | Bronz                |
| ---------------------- | ------------------------------------------------------------------- | -------- | ------------------------------------------------------------------------ | --------- | --------------------------------------------------------------------------- | -------------------- |
| 100 m                  | Juhász Erzsébet Szolnoki MÁV MTE                                    | 11,53    | Nagy Radka Újpesti Dózsa                                                 | 11,62     | Könye Irma Bp. Honvéd                                                       | 11,64                |
| 200 m                  | Ács Judit Zalaegerszegi TE                                          | 23,66    | Nagy Radka Újpesti Dózsa                                                 | 23,80     | Könye Irma Bp. Honvéd                                                       | 23,84                |
| 400 m                  | Szabó Erzsébet Szeged SC                                            | 52,61    | Forgács Judit Tatabányai Bányász                                         | 52,79     | Szopori Erika Szeged SC                                                     | 53,76                |
| 800 m                  | Szabó Erzsébet Szeged SC                                            | 2:04,25  | Csordos Rita Haladás VSE                                                 | 2:05,33   | Rácz Katalin Újpesti Dózsa                                                  | 2:06,42              |
| 1500 m                 | Rácz Katalin Újpesti Dózsa                                          | 4:28,44  | Barócsi Heléna Újpesti Dózsa                                             | 4:29,88   | Horváth BVSC                                                                | 4:30,85              |
| 3000 m                 | Fazekas Erika Diósgyőri VTK                                         | 9:05,41  | Ágoston Zita Bp. Honvéd                                                  | 9:05,93   | Visnyei Márta Szegedi VSE                                                   | 9:20,55              |
| 5000 m                 | Fazekas Erika Diósgyőri VTK                                         | 16:18,51 | Visnyei Márta Szegedi VSE                                                | 16:32,89  | Ágoston Zita Bp. Honvéd                                                     | 16:46,28             |
| 10 000 m               | Szabó Karolina Bp. Honvéd                                           | 33:15,35 | Fazekas Erika Diósgyőri VTK                                              | 33.:41,58 | Ágoston Zita Bp. Honvéd                                                     | 34:11,98             |
| 4 × 100 m              | Barati Éva Antók Zsófia Könye Irma Gazdag Zsuzsa Bp. Honvéd         | 46,08    | Potyók Judit Fogarassy Katalin Daku Mónika Mádai Mónika Nyíregyházi VSSC | 46,47     | Kovács Anikó Ács Judit Kozáry Ágnes Gáspár Katalin Zalaegerszegi TE         | 46,60                |
| 4 × 400 m              | Antók Zsófia Balázs Éva Gazdag Zsuzsa Könye Irma Bp. Honvéd         | 3:40,78  | Szabó Erzsébet Szopori Erika Domonkos Anikó Novák Ágnes Szeged SC        | 3:42,66   | Potyók Judit Mádai Mónika Fogarassy Katalin Petrika Ibolya Nyíregyházi VSSC | 3:44,06              |
| 100 m gát              | Palombi Margit Tatabányai Bányász                                   | 13,42    | Nagy Andrea Bp. Honvéd                                                   | 13,68     | Baranyai Ildikó BEAC-MAFC                                                   | 13,85                |
| 400 m gát              | Szopori Erika Szeged SC                                             | 56,90    | Balázs Éva Bp. Honvéd                                                    | 59,12     | Szekeres Judit Szolnoki MÁV MTE                                             | 1:00,32              |
| 10 km gyaloglás        | Alföldi Andrea Komlói Bányász                                       | 47:53    | Rosza Mária Békéscsabai Előre Spartacus                                  | 48:26     | Ilyés Ildikó Békéscsabai Előre Spartacus                                    | 48:30                |
| magasugrás             | Juha Olga Vasas SC                                                  | 189 cm   | Mátay Andrea Újpesti Dózsa                                               | 187 cm    | Sterk Katalin Tatabányai Bányász                                            | 184 cm               |
| távolugrás             | Vanyek Zsuzsa Bp. Építők                                            | 651 cm   | Szenczi Nyíregyházi VSSC                                                 | 640 cm    | Fekete Ildikó Debreceni MVSC                                                | 618 cm               |
| súlylökés              | Horváth Viktória Haladás VSE                                        | 17,96 m  | Herth Hajnal MTK-VM                                                      | 17,05 m   | Kripli Márta MTK-VM                                                         | 16,07 m              |
| diszkoszvetés          | Herczeg Ágnes Vasas SC                                              | 59,84 m  | Kripli Márta MTK-VM                                                      | 59,58 m   | Pallay Sándorné Diósgyőri VTK                                               | 57,70 m              |
| gerelyhajítás          | Malovecz Zsuzsa Bp. Építők                                          | 62,60 m  | Hartai Katalin Bp. Honvéd                                                | 62,30 m   | Budavári Éva Szolnoki MÁV MTE                                               | 58,02 m              |
| hétpróba               | Vanyek Zsuzsa Bp. Építők                                            | 5764     | Palombi Margit Tatabányai Bányász                                        | 5737      | Domonkos Anikó Szeged SC                                                    | 5532                 |
| maratoni               | Farkas Ágota Kaposvári Rákóczi                                      | 2:40:00  | Nagy Judit Győri Dózsa                                                   | 2:41:15   | Majzer Ildikó Székesfehérvári Ikarus                                        | 2:41,25              |
| mezei futás (5 km)     | Fazekas Erika Diósgyőri VTK                                         | 17:21    | Ágoston Zita Bp. Honvéd                                                  | 17:43     | Bugya Mariann BVSC                                                          | 17:45                |
| csapat maratoni futás  | Nagy Judit Dömötör Gyöngyi Rigó Judit Győri Dózsa                   | 9:11:07  | Varga Ildikó Havacs Körtvélyessy Nyíregyházi VSSC                        | 9:23:14   | Több induló nem volt                                                        | Több induló nem volt |
| csapat 10 km gyaloglás | Rosza Mária Ilyés Ildikó Veres Hajnalka Békéscsabai Előre Spartacus | 2:33:44  | Pócza Ildikó BVSC                                                        | 2:50:50   | Diósgyőri VTK                                                               | 2:54:30              |
| csapat mezei futás     | Szabó Andrea Barócsi Heléna Gombos Márta Újpesti Dózsa              | 21       | Kaposvári Rákóczi                                                        | 35        | Bugya Mariann BVSC                                                          | 35                   |

### Téli dobóbajnokság
Férfiak
| Versenyszám   | Arany                           | Arany   | Ezüst                                     | Ezüst   | Bronz                   | Bronz                |
| ------------- | ------------------------------- | ------- | ----------------------------------------- | ------- | ----------------------- | -------------------- |
| diszkoszvetés | Horváth Attila Haladás VSE      | 53,82 m | Ancsin Zoltán Békéscsabai Előre Spartacus | 40,44 m | Több induló nem volt    | Több induló nem volt |
| kalapácsvetés | Gécsek Tibor Haladás VSE        | 71,50 m | Vida József Haladás VSE                   | 69,66 m | Verebes János Pécsi MSC | 62,10 m              |
| gerelyhajítás | Lajta Sándor Nagykőrösi Kinizsi | 50,90 m | Kolozsi Béla Nagykőrösi Kinizsi           | 48,28 m | Több induló nem volt    | Több induló nem volt |

Nők
| Versenyszám   | Arany                          | Arany   | Ezüst                | Ezüst                | Bronz                | Bronz                |
| ------------- | ------------------------------ | ------- | -------------------- | -------------------- | -------------------- | -------------------- |
| diszkoszvetés | Molnár Ilona Haladás VSE       | 50,10 m | Több induló nem volt | Több induló nem volt | Több induló nem volt | Több induló nem volt |
| gerelyhajítás | Zsuffa Dóra Nagykőrösi Kinizsi | 36,40 m | Több induló nem volt | Több induló nem volt | Több induló nem volt | Több induló nem volt |

## Magyar atlétikai csúcsok
- 200 m 20.11 ocs. Kovács Attila Ú.Dózsa Miskolc 8. 21.
- n. súlylökés 18.62 m ocs. Horváth Viktória HVSC Nyitra 5. 31.
- fp. n. 400 m 52.29 ocs. Forgács Judit TBSC Budapest 2. 8.